# 霍尔岑
霍尔岑是德国下萨克森州的一个市镇。总面积6.60平方公里，总人口629人，其中男性294人，女性335人（2011年12月31日），人口密度95人/平方公里。